# Hasselt (Overijssel)
Pour les articles homonymes, voir Hasselt (homonymie).
Hasselt (Hasselte en français) est une ville située dans la commune néerlandaise de Zwartewaterland, dans la province d'Overijssel. Le 1er octobre 2008, la ville comptait 6 959 habitants.

## Histoire
Hasselt est située sur la Zwarte Water, près de l'embouchure de l'Overijsselse Vecht. La Zwarte Water avait autrefois une connexion avec le Zuiderzee. Les premiers habitants se sont installés sur les rives les plus élevées au bord de la rivière. Les quartiers les plus anciens de Hasselt sont encore clairement reconnaissables grâce à leur situation plus élevée (qur Hoogstraat, Markt, Ridderstraat et Eiland). Grâce à sa situation à la jonction de la terre et des voies navigables, Hasselt est devenue un centre commercial important. Des fouilles réalisées dans une partie de Hasselt, ont montré que des habitants étaient déjà présents vers 1000 av. J.-C.

### Moyen-Age
Vers 1252, Hasselt reçut les privilèges urbains des mains de l'évêque d'Utrecht. Parce que l'évêque résidait à Utrecht et ne pouvait pas toujours faire valoir ses droits sur place, il était essentiel d'avoir des alliés dans l'Oversticht (nl). Par exemple, en 1227, des chevaliers originaires de Hasselt l'ont aidé contre la province  rebelle Drenthe (à la bataille d'Ane). Il y avait aussi des nobles puissants qui s'opposaient à lui (Van Eerde, Van Voorst, Van de Rutenborg, etc.). Pour l'aide apportée par les villes et aussi pour s'assurer de leur loyauté, les évêques d'Utrecht leur accordèrent le privilège de cité. La ville bénéficiait également de privilèges commerciaux, tels que l'absence de péage à Twente (1328) et le droit d'organiser trois foires annuelles ainsi que des marchés hebdomadaires. Des notes de Cologne datant de 1367 mentionnent pour la première fois que Hasselt était affiliée à la Ligue hanséatique. La ville était représentée par Deventer dans cette association de villes commerçantes. Il y avait également une collaboration avec Kampen.
Hasselt était également un centre religieux notable à la fin du Moyen Âge. La chapelle de pèlerinage De Heilige Stede était le centre d'un pèlerinage médiéval. L'église Saint-Étienne construite sur ce site a toujours une fonction régionale au sein de la communauté religieuse catholique néerlandaise. Le monastère de femmes du troisième ordre de Saint-François sur le Baangracht, dont certains bâtiments existent encore, formait également une partie importante de la ville médiévale.

### La Réforme, la Guerre de Quatre-Vingt Ans et la République
Durant les années de la Réforme, la ville fortifiée est devenue un jouet entre les partisans espagnols et néerlandais. Il est remarquable que, comparés à d’autres villes, les protestants et les catholiques de Hasselt aient pu fonctionner raisonnablement bien ensemble. La ville a produit ou accueilli un certain nombre de penseurs protestants de renom. Certains d'entre eux ont joué un rôle important pendant le synode de Dordrecht et dans le développement ultérieur de l'Église réformée hollandaise aux Pays-Bas. [source ?] Pendant le siège de Hasselt de 1657, Hasselt fut assiégée dans un conflit entre Deventer et Zwolle dans lequel des dizaines de personnes ont été tuées et de nombreuses maisons ont été endommagées.[2] Au cours de la Rampjaar ou année désastreuse de 1672, la ville fut gravement endommagée par les troupes de Bommen Berend, évêque de Münster, qui, avec ses alliés français et anglais, s'en prirent à la République. La ville en partie détruite, pillée et appauvrie à cause de la guerre tomba dans un déclin qui durera jusqu'au XIXe siècle.

### Le dix-neuvième siècle
Grâce à la construction (1809) du canal de Dedemsvaart, Hasselt revit politiquement, culturellement et financièrement. Stratégiquement située à l'embouchure de cet important canal, elle joua à nouveau un rôle important dans la région en termes de commerce et de transport (notamment de tourbe et de matériaux de construction). A la fin du XIXe siècle, le nombre de chantiers navals, de slogans, de voileries, de cordages, de sillons, de forges, etc., avait fortement augmenté. La chaîne a notamment fourni du travail à des dizaines de détaillants.

### De 1900 à aujourd'hui
Avec l'augmentation de la mobilité routière, la taille des navires et la consommation croissante de charbon, puis de pétrole et de gaz, le Dedemsvaart et donc Hasselt ont perdu leur importance économique. Le canal est toujours présent à Hasselt, mais il a été largement comblé. La couche de tourbe au nord-est de l'Overijssel a disparu et d'autres solutions ont été trouvées pour drainer l'excès d'eau. Le succès du canal a également entraîné sa chute. Dans le passé, l'habitation et l'industrie se sont développées le long du canal, ce qui a nécessité au fil des années de bonnes liaisons routières. Elles sont bien arrivées, mais aux dépens du canal.
De 1914 à 1934, Hasselt disposait d'un arrêt sur la ligne de tramway reliant Zwolle à Blokzijl (via Hasselt – Zwartsluis – Vollenhove). La compagnie de bus De Noord-Westhoek (NWH) a ensuite repris le transport de passagers sur cette ligne.
Hasselt n’a pas été épargnée par la reprise économique d’après 1945. Depuis les années 1960, une industrie s'est développée à Hasselt avec ses fers de lance dans la construction (de logements), la construction de routes et les revêtements de sol. Il existe également plusieurs entreprises implantées dans cette zone qui ont une fonction logistique ou qui y sont liées. En raison de son riche passé et de la présence de nombreux bâtiments anciens qui le rappellent, une nouvelle industrie a émergé à Hasselt alors que la prospérité augmentait depuis les années 1970 : le tourisme.
Le 1er janvier 2001, la commune de Hasselt fusionne avec celles de Genemuiden et Zwartsluis pour former la nouvelle commune de Zwartewaterland.

## Galerie

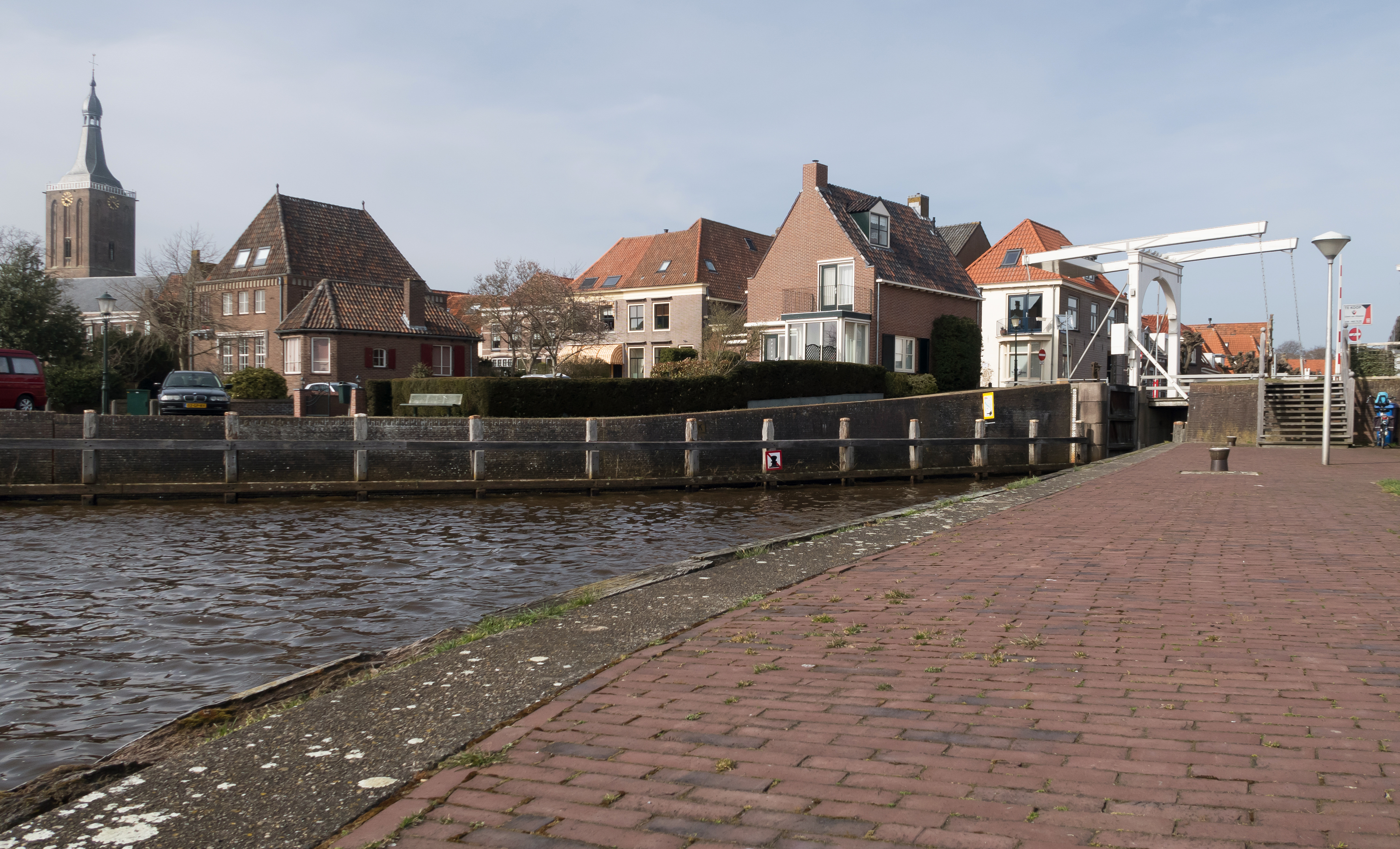
L'église (la Grote kerk ou Sint-Stephanuskerk) s'élève au-dessus de la ville
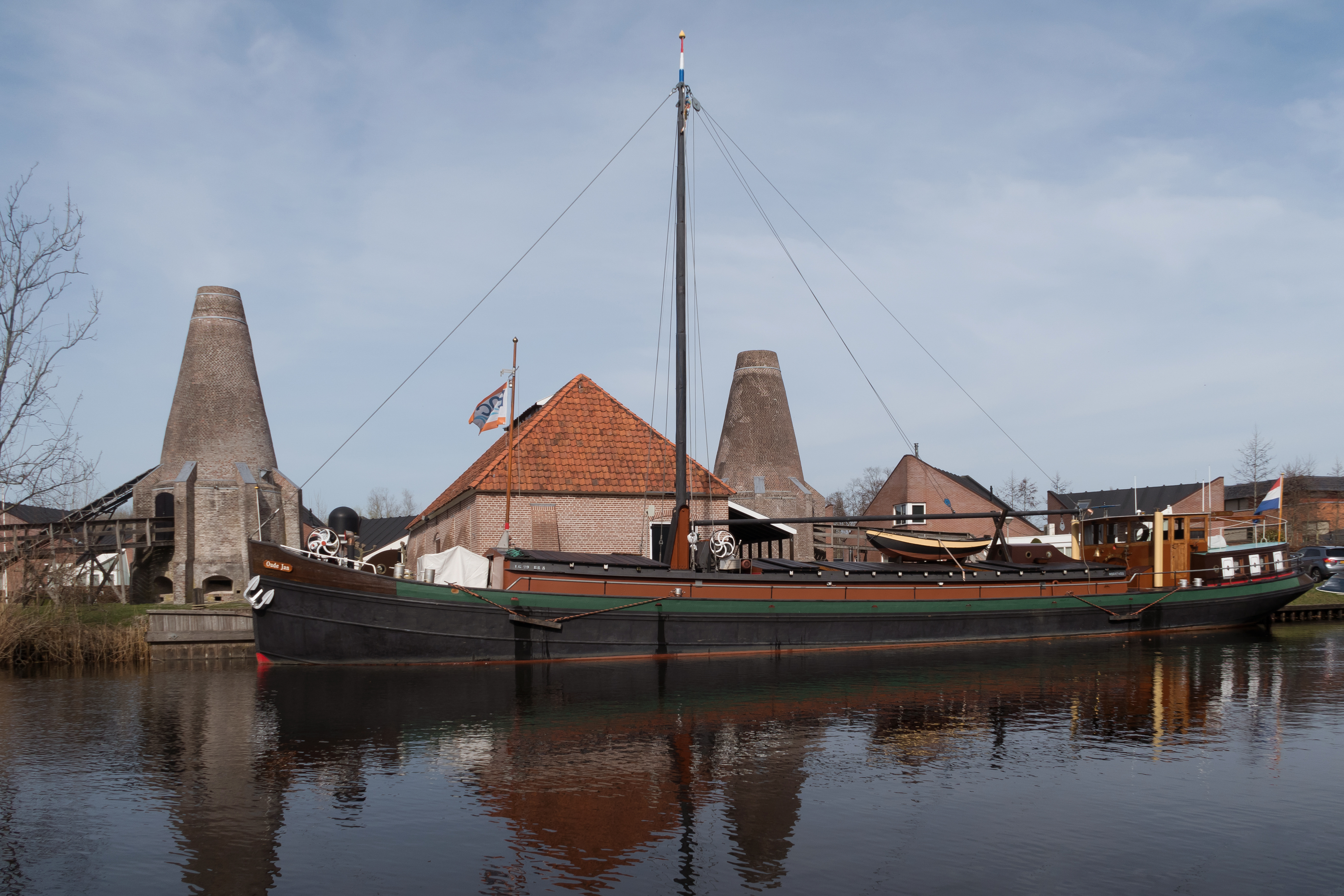
Une chambre d'hôtes avec deux fours à chaux monumentaux
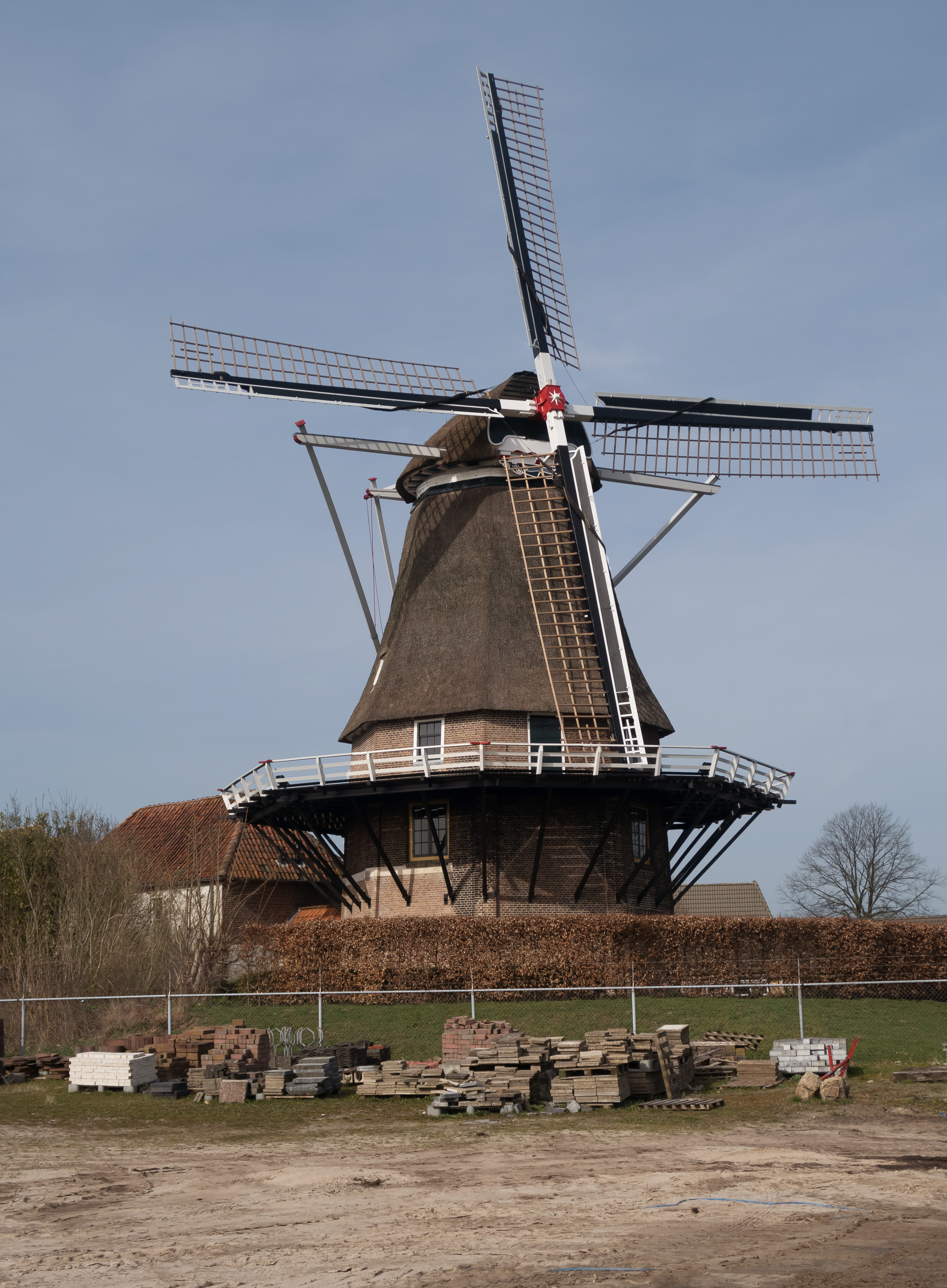
Le moulin à grain: le Zwaluw

## Personnalités liées à Hasselt
- Gerard Carel Coenraad Vatebender (1758-1822), homme politique.
- Gerard Nijboer (1955-), marathonien, champion d'Europe et vice-champion olympique.